# Sony BMG
Sony BMG Music Entertainment, Inc. — одна из музыкальных компаний, которая входит в «Большую тройку» и имеет права владения и распространения звукозаписывающих лейблов, таких как Arista Records, Columbia Records, Epic Records, J Records, RCA Victor Records, RCA Records, Legacy Recordings, Sonic Wave America, MCI и других.
Финансовый анализ показал, что объединение приведёт к сокращению 2000 рабочих мест, и Sony BMG будет экономить на этом приблизительно 350 млн. долларов США ежегодно.
Рольф Шмидт-Хольтц сменил Эндрю Лэка на посту руководителя (CEO) 10 февраля 2006 года. В первой половине 2005 года доля компании на рынке новинок звукозаписи в США опустилась с 33 % до 26 % (по информации Nielsen SoundScan). Эта сделка Лэка с Брюсом Спрингстином, названная «больной задумкой», привела к тому, что Bertelsmann проинформировал Sony о непродлении контракта с Лэком. Эндрю Лэк в данное время занимает пост председателя совета директоров. Ранее этот пост занимал Рольф Шмидт-Хольтц.
В 2009 году компания подписала соглашение о контенте с YouTube.
2 октября 2008 года корпорация Sony выкупила 50 % акций у Bertelsmann AG и стала единственным владельцем компании, изменив её название на Sony Music Entertainment Inc.

## Менеджмент
- CEO — Рольф Шмидт-Хольтц
- COO — Тим Боуэн
- Chairman, BMG Music Label Group — Клайв Дэвис
- Chairman, Sony Music Label Group — Роб Стингер

## Будущее совместного предприятия
27 марта 2006 года газета New York Times сообщила, что Bertelsmann вёл переговоры с Sony по поводу возможных изменений в совместном предприятии. На переговорах по поводу судьбы Sony BMG двое управляющих сказали, что Bertelsmann может предложить Sony отдать вторую половину совместного предприятия, за счёт повышения стоимости некоторых медиаактивов. Управляющие Sony BMG озабочены также тем, что любое такое соглашение может завершиться только в течение нескольких месяцев.
Однако 13 июля 2006 года Европейский союз аннулировал положительное решение Европейской комиссии, после того, как последовал запрос в IMPALA (торговая ассоциация независимых марок Европы). Это решение может быть оспорено совместным предприятием или Европейским союзом. Тем временем, совместное предприятие на данный момент снова проверяется Европейской Комиссией. Новое решение ожидается в 2007 году.
Как было объявлено, Sony BMG ликвидирует лейбл Sony Urban Music. Все артисты, связанные с ним, будут переведены в Epic или Columbia Records.

## Скандалы
10 июля 2005 года Sony BMG была оштрафована на 10 млн. долларов США, после того, как офис Генерального Прокурора штата Нью-Йорк выяснил, что они практиковали подкуп, обычно в форме прямых платежей радиостанциям и премий диджеям для продвижения различных артистов, в частности, Franz Ferdinand, Audioslave, Селин Дион и, главным образом, Джессики Симпсон. Epic Records, один из их лейблов, был специально упомянут в деле, как проводивший лжеконкурсы, для того, чтобы скрыть факт того, что призы уходили диджеям в отличие от радиослушателей.

### Руткит в DRM
В октябре и ноябре 2005 года произошёл скандал из-за программного обеспечения DRM Sony. 16 ноября 2005 года US-CERT (Служба реагирования на компьютерные инциденты в США) выпустила предостережение насчёт ПО XCP DRM, указывая на то, что в нём используется технология rootkit для сокрытия определённых файлов от пользователя компьютера, и отметила, что одна из опций деинсталлирования, предусмотренная Sony, содержит уязвимость в системе безопасности. US-CERT посоветовала не устанавливать программное обеспечение из неожиданных источников, таких как звуковые компакт-диски. Кроме того, сам rootkit содержал код нескольких свободных программ, нарушая копилефт лицензии.

## Список лейблов Sony BMG
| - Brightside Recordings - Bros Records - Burgundy Records - Columbia Records - Aware Records - Chaos Recordings - C2 Records - Loud Records - Epic Records - Caribou Records - Daylight Records - 550 Music - Ruthless Records - The Work Group - Federation Records - Legacy Recordings - Windham Hill Records - Ode Records - Ravenous Records - RCA Music Group - RCA Records - Arista Records - J Records - Bluebird Records - Phonogenic Records | - Provident Music Group - Provident Label Group - Brentwood Records - Benson Records - Essential Records - Flicker Records - Beach Street Records - Reunion Records - Praise Hymn Music Group - Provident Special Markets - Provident-Integrity Distribution - Sony BMG Nashville - Arista Nashville - BNA Records - RCA Nashville - Sony BMG Masterworks - RCA Victor Red Seal - Sony Classical - deutsche harmonia mundi - Arte Nova Classics - Sony Wonder - Sony Urban Music | - Zomba Music Group - Battery Records - Epidemic Records - LaFace Records - Jive Records - Music for Nations Records - Pinacle Records - Rough Trade Records - Silvertone Records - So So Def Records - Verity Records - Volcano Records/Zoo Records - X-Cell Records - RED Distribution - Sony BMG International Companies - Sony Discos |

## Независимые марки, распространяемые Sony BMG
- MCI
- GOOD Music
- Nick Records
- One Records
- Independiente Records
- Wind-Up Records
- Gun Records

## Список представительств
У Sony BMG есть представительства в следующих странах:

| - Аргентина - Австралия - Австрия - Бельгия - Бразилия - Великобритания - Венгрия - Германия - Гонконг - Греция - Дания - Индия - Индонезия - Ирландия - Испания | - Италия - Канада - Китай - Республика Корея - Канада - Китай - Коста-Рика - Малайзия - Мексика - Нидерланды - Новая Зеландия - Норвегия - ОАЭ - Польша - Португалия | - Россия - Сингапур - США - Тайвань - Таиланд - Турция - Филиппины - Финляндия - Франция - Чешская Республика - Чили - Швеция - Швейцария - ЮАР - Япония |

## Япония
В Японии звукозаписывающее подразделение Sony продолжает работать независимо от Sony BMG по причине размера и объёма бизнеса. А бывшее подразделение BMG в Японии стало частью Sony BMG.